# Первуниха
Первуниха — деревня в Пучежском районе Ивановской области России. Входит в состав Илья-Высоковского сельского поселения.

## География
Деревня расположена в восточной части Ивановской области, в зоне хвойно-широколиственных лесов, на восточном берегу Горьковского водохранилища, вблизи южной окраины города Пучежа, административного центра района. Абсолютная высота — 102 метра над уровнем моря. Деревня стоит на трассе Пучеж - д. Дубново - д. Большое Село.
На юге примыкает к деревне Крупино. Севернее (между Первунихой и Пучежем) и западнее (на противоположной стороне дороги) деревни расположены дачные товарищества.
Южнее Первунихи (1,5 км) - деревня Дубново, где располагается Дубновский филиал администрации Илья-Высоковского сельского поселения, ФАП, библиотека, клуб.

### Климат
Климат характеризуется как умеренно континентальный, с умеренно холодной снежной зимой тёплым влажным летом. Среднегодовая температура воздуха — 2,6 °C. Средняя температура воздуха самого холодного месяца (января) — −12,1 °C (абсолютный минимум — −39 °C); самого тёплого месяца (июля) — 17,7 °C (абсолютный максимум — 30 °С). Безморозный период длится около 139 дней. Годовое количество атмосферных осадков — 658 мм, из которых 417 мм выпадает в период с апреля по октябрь. Снежный покров устанавливается в третьей декаде ноября и держится в течение 145 дней.

### Часовой пояс
Деревня Первуниха, как и вся Ивановская область, находится в часовой зоне МСК (московское время). Смещение применяемого времени относительно UTC составляет +3:00.

## Достопримечательности
Около деревни Первунихи на берегу Волги находится нефункционирующий причал.

## Население
| 2010 |
| ---- |
| 26   |

### Национальный состав
Согласно результатам переписи 2002 года, в национальной структуре населения русские составляли 100 % из 25 чел.

## Транспорт
Через деревню осуществляется регулярное автобусное сообщение с центром района - городом Пучеж (автобусы Пучеж - Б .Село). C автостанции г. Пучеж можно доехать до других населенных пунктов пригородного или междугороднего сообщения (Москва, Иваново, Кинешма, Нижний Новгород).
Остановка городского транспорта в Пучеже (ул. 2-я Производственная) находится в пешей доступности от деревни (1 км).